# Michel Morandais
Michel Didier Morandais (Les Abymes, 10 gennaio 1979) è un ex cestista francese.

## Carriera
Formatosi cestisticamente nella University of Colorado at Boulder, firma il suo primo contratto da professionista con la storica formazione italiana di Cantù nella stagione 2004-05. L'anno successivo passa alla Carpisa Napoli del presidente Mario Maione. Nel club azzurro milita per due stagioni consecutive, contribuendo con le sue prestazioni alla conquista della Coppa Italia e, nella medesima stagione, delle semifinali scudetto, con annessa qualificazione all'Eurolega. Nella stagione 2005-06 è stato selezionato per l'All Star Game e la gara delle schiacciate.
Terminato il sodalizio con il Basket Napoli, ha preferito la destinazione spagnola del Barcelona alle lusinghe della Virtus Bologna di coach Stefano Pillastrini. Terminato l'accordo trimestrale con il club blaugrana si è accordato fino al termine della stagione 2007-08 con l'Estudiantes di Madrid, altra formazione militante nella Liga ACB.
Nella stagione 2008-09 gioca nel Stade Lorrain Université Club Nancy, in Francia, mentre nel 2009-10 si trasferisce alla Pallacanestro Varese.

## Palmarès
- Coppa Italia: 1

Basket Napoli: 2006
- Match des Champions: 1

Nancy: 2008